# مجلس الأمة الكويتي 1963
مجلس الأمة الكويتي 1963 (الفصل التشريعي الأول) من 29 يناير 1963 حتى 29 يناير 1967، أجريت انتخابات المجلس في يوم الاربعاء 23 يناير 1963، ويعتبر هاذا المجلس أول مجلس أمة في تاريخ دولة الكويت وذالك بعد صدور دستور الكويت في 11 نوفمبر 1962 وانتخب المجلس في جلسته الأولى التي عقدت يوم الثلاثاء 29 يناير 1963 عبدالعزيز حمد الصقر رئيساً للمجلس ولكنه استقال من منصبه في يوم الثلاثاء 16 فبراير 1965 حيث أنتخب المجلس في يوم الثلاثاء 2 مارس 1965 نائب الرئيس سعود عبدالعزيز العبدالرزاق رئيساً للمجلس خلفاً له وكما انتخب المجلس في نفس اليوم أحمد زيد السرحان نائباً للرئيس بعد شغور المنصب بانتخاب سعود العبدالرزاق رئيساً للمجلس.

## الفائزون في الانتخابات
الدائرة الأولى:
- محمد حسين قبازرد
- إبراهيم علي خريبط
- حسن جوهر حيات
- أحمد سيد عابد الموسوي
- يوسف السيد هاشم الرفاعي

الدائرة الثانية:
- عبد العزيز حمد الصقر
- راشد عبد الله الفرحان
- علي إبراهيم المواش
- عبد الرزاق الزيد الخالد "استقال"
- محمد أحمد الرشيد

الدائرة الثالثة:
- عبد الله فهد الشمري
- خالد صالح الغنيم
- فلاح مبارك الحجرف
- حمد مبارك العيار
- بندر سعد الشمري

الدائرة الرابعة:
- يوسف خالد المطيري
- محمد حمد البراك
- خالد المعصب
- مضحي المعصب "استقال"
- عباس حبيب المسيلم

الدائرة الخامسة:
- جاسم القطامي "استقال"
- خالد مسعود الفهيد
- يعقوب يوسف الحميضي "استقال"
- راشد صالح التوحيد "استقال"
- خليل إبراهيم المزين

الدائرة السادسة:
- سليمان أحمد الحداد "استقال"
- حمد عبد المحسن المشاري
- عبد الباقي عبد الله النوري
- أحمد خالد الفوزان
- عبد العزيز علي الخالد

الدائرة السابعة:
- سعود عبد العزيز العبد الرزاق
- عبد الله مشاري الروضان
- خالد أحمد المضف
- زيد عبد الحسين الكاظمي
- حمود يوسف النصف

الدائرة الثامنة:
- أحمد محمد الخطيب "استقال"
- سامي أحمد المنيس "استقال"
- سليمان خالد المطوع "استقال"
- أحمد زيد السرحان
- علي صالح الفضالة

الدائرة التاسعة:
- حمد خليفة الحميدة
- علي ثنيان الأذينة
- محمد وسمي السديران
- مرضي عبد الله الأذينة
- سالم غانم الحريص

الدائرة العاشرة:
- مبارك عبد الله الدبوس
- خليفة طلال الجري
- نايف حمد الدبوس
- علي غانم الدبوس
- حزام فالح الميع

الفائزين بالانتخابات التكميلية:
- علي عبد الرحمن العمر "استقال بعدها"
- محمد عبد العزيز الوزان
- راشد أحمد الهاجري
- عبد العزيز فهد المساعيد
- ناصر علي المعيلي
- أحمد عبد اللطيف العبد الجليل
- أحمد نايف الخليفي
- غنام علي الجمهور
- سليمان يوسف الذويخ

## أبرز الأحداث في المجلس
تم تقديم استجواب إلى وزير الشؤون الاجتماعية والعمل عبد الله مشاري الروضان من قبل محمد أحمد الرشيد بخصوص توزيع 30 قسيمة في منطقة العديلية بمساحة 1000 متر، وفي 11 يونيو 1963 تمت مناقشة الاستجواب، وتم الاكتفاء بالمناقشة برد الوزير.
تم تقديم استجواب إلى وزير الكهرباء والماء الشيخ جابر العلي السالم الصباح من قبل راشد صالح التوحيد بخصوص إيصال التيار الكهربائي وإنارة الشوارع ومد أنابيب المياه وتحصيل الرسوم، وقد نوقش الاستجواب على مدار جلستين في 22 فبراير 1964 و3 مارس 1964.
في يوم 7 ديسمبر 1965 قدم النواب عبد الرزاق الزيد الخالد وسامي أحمد المنيس وعلي عبد الرحمن العمر وأحمد محمد الخطيب وراشد صالح التوحيد ويعقوب يوسف الحميضي وجاسم عبد العزيز القطامي وسليمان خالد المطوع استقالاتهم بسبب إقرار قوانين مقيدة للحُريات.